# Pierrepont-en-Cotentin
Pierrepont-en-Cotentin est une ancienne commune de la Manche.
Les quatre communes de Baudreville, Bolleville, Saint-Nicolas-de-Pierrepont et Saint-Sauveur-de-Pierrepont annoncent leur fusion par un arrêté du 27 décembre 1972. La création de la nouvelle commune Pierrepont-en-Cotentin prend effet le 1er janvier 1973.
Baudreville quitte la commune le 1er janvier 1980 (arrêté du 18 décembre 1979).
Pierrepont-en-Cotentin est dissoute le 30 décembre 1982. L'arrêté prend effet le 1er janvier 1983 et Bolleville, Saint-Nicolas-de-Pierrepont et Saint-Sauveur-de-Pierrepont reprennent leurs prérogatives.

## Administration
| Période | Période | Identité | Étiquette | Qualité |
| ------- | ------- | -------- | --------- | ------- |
|         |         |          |           |         |

## Démographie
| 1975 | 1982 | - | - | - | - | - |
| ---- | ---- | - | - | - | - | - |
| 871  | 699  | - | - | - | - | - |